# Jaya Bakti (Enok)
Jaya Bakti (Jaya Bhakti) is een bestuurslaag in het regentschap Indragiri Hilir van de provincie Riau, Indonesië. Jaya Bakti (Jaya Bhakti) telt 2219 inwoners (volkstelling 2010).